# Пачанга
Пача̀нга (на испански: pachanga) е латиноамерикански танц и музикален стил, характеризиращ се със синкопиран ритъм и буйни движения. Музиката от този стил през 1960-те произвежда истински фурор сред подрастващите в Ню Йорк, които са от латиноамерикански произход.
Счита се, че се появява през 1955 година като резултат от смесване на меренге и конга в Куба. За баща на пачангата обикновено се признава Едуардо Дейвидсън, макар да има противоречия, защото първата му композиция е от 1959 г. Интересен факт е, че в Куба този стил никога не става популярен за разлика от САЩ.